# Arila Siegert

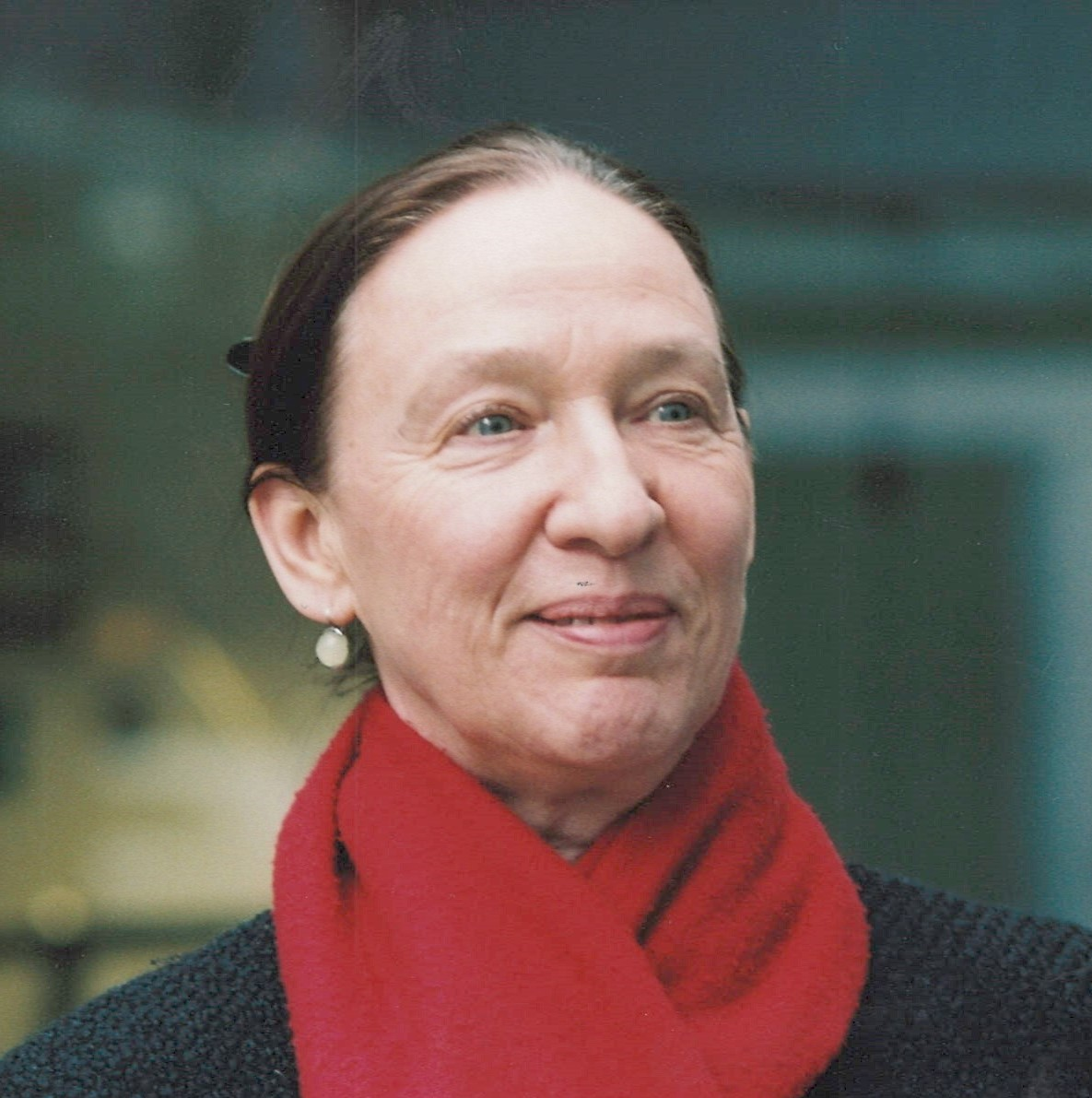
Arila Siegert

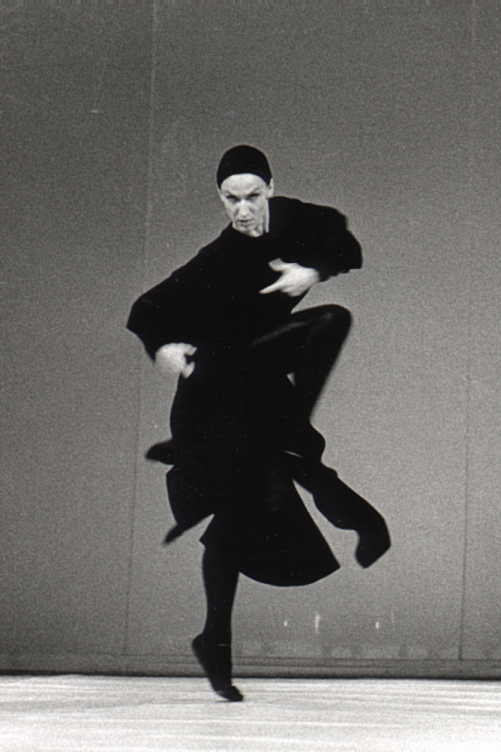
Arila Siegert in „Afectos humanos“

Arila Siegert (* 18. September 1953 in Rabenau bei Dresden) ist eine deutsche Tänzerin, Choreografin und Opernregisseurin.

## Leben und Werk
Siegert studierte Neuen künstlerischen Tanz an der Palucca Schule Dresden bei Gret Palucca und klassischen Tanz bei Nina Ulanova. Im Jahr 1970 erhielt sie ein Engagement am Tanztheater der Komischen Oper Berlin. 1979 wechselte sie als Solotänzerin ans Staatstheater Dresden. Hier war sie u. a. in Harald Wandtkes Apocalyptica (Musik: Milko Kelemen) als „Sie“ zu sehen.
Siegert begann bereits in der Studienzeit, Choreografien zu entwickeln. Ab 1985 gab sie ihre ersten Soloabende. Außerdem kreierte sie Rekonstruktionen von Choreografien des deutschen Ausdruckstanzes von Mary Wigman (Hexentanz), Dore Hoyer (Afectos humanos) und Marianne Vogelsang (Bach Praeludien). Es folgten internationale Gastspiele.
1987 gründete sie am Dresdner Staatsschauspiel ein eigenes Tanztheater und eine Tanzkompanie am Anhaltischen Theater Dessau. Von 1996 bis 1998 übernahm sie die Leitung der Bühne am Bauhaus Dessau. Ihre ersten großen Ballett-Choreografien waren die Uraufführung von Gerald Humels Othello und Desdemona (1988) und Hans Werner Henzes Undine (1992), Circe und Odysseus (1993) in Berlin, Setzt die Segel zur Sonne von Karlheinz Stockhausen in Wien (1989) sowie Medealandschaften nach einer Komposition von Sofia Gubaidulina in Leipzig (1992). In Dessau schuf sie Rekonstruktionen von Wassily Kandinskys Der gelbe Klang und Neukreationen von Gustav Mahlers Lied von der Erde, Giuseppe Verdis Requiem und Igor Strawinskys Le sacre du printemps.
1986 assistierte sie Ruth Berghaus bei der Choreografie von Hans Werner Henzes Orpheus-Ballett an der Wiener Staatsoper, es folgte 1987 in Zusammenarbeit mit Peter Konwitschny das Ballett Die Sieben Todsünden von Kurt Weill am Dresdner Staatsschauspiel. Eigene Abende gestaltete sie am Bauhaus unter anderem mit der Ursonate von Kurt Schwitters. Außerdem kreierte sie mit dem Bühnenarchitekten Hans Dieter Schaal die Stadträume. Gemeinsam mit Schaal inszenierte sie 1998 mit Verdis Macbeth ihre erste Oper in Ulm.
Im Rahmen des 100-jährigen Jubiläums des Bauhauses Dessau wurde im September 2019 unter ihrer Regie die Bühnenkomposition Violett des Malers Wassily Kandinsky mit einer Musik von Ali N. Askin am Anhaltischen Theater Dessau uraufgeführt.
Siegert lebt in Berlin.

## Inszenierungen (Auswahl)
- La clemenza di Tito von Wolfgang Amadeus Mozart, Hochschule für Musik und Theater Hamburg 2024
- Paradiesgarten Arila Siegert nach einem Märchen von Hans Christian Andersen in der Bearbeitung von Wassily Kandinsky, Exploratorium Berlin 2024
- Carmen von Georges Bizet, Chemnitz 2022; die Produktion war schon bis zur Generalprobe am 12. März 2020 gediehen, die Premiere aber wegen Corona-Pandemie nicht mehr möglich, erst September 2022
- La voix humaine von Francis Poulenc nach Jean Cocteau, Mittelsächsisches Theater Freiberg 2022
- Über die Mauer Arila Siegert nach Bühnentext von Wassily Kandinsky, Akademie der Künste Berlin 2021
- Le nozze di Figaro von Wolfgang Amadeus Mozart, Regensburg 2021
- Violett von Wassily Kandinsky zum Bauhaus-Jubiläum Dessau 2019
- Idomeneo von Wolfgang Amadeus Mozart,  Oper Pilsen 2019
- Così fan tutte von Wolfgang Amadeus Mozart, Festival Kammeroper Schloss Rheinsberg 2018
- Un ballo in maschera von Giuseppe Verdi, Chemnitz 2017
- La Bohème von Giacomo Puccini
- Iphigénie en Tauride von Christoph Willibald Gluck, Staatstheater Karlsruhe 2015
- The Rake’s Progress von Igor Strawinsky, Staatstheater Schwerin
- Madama Butterfly von Giacomo Puccini, Würzburg 2014
- Otto von Georg Philipp Telemann nach Georg Friedrich Händel, Telemann Festtage Magdeburg
- Jenůfa von Leoš Janáček, Kiel. 2013
- Eugen Onegin von Peter Tschaikowski, Mittelsächsisches Theater Freiberg
- Agrippina von Georg Friedrich Händel, Kiel 2012
- Barbier von Sevilla von Gioachino Rossini, Zwickau
- Romeo und Julia auf dem Dorfe von Frederick Delius, Karlsruhe
- Gogol von Lera Auerbach am Theater an der Wien (Uraufführung), 2011
- L’incoronazione di Poppea von Claudio Monteverdi, Festival Kammeroper Schloss Rheinsberg
- La traviata von Giuseppe Verdi, Regensburg
- Don Giovanni von Wolfgang Amadeus Mozart, Zwickau-Plauen 2010
- The Passion of Jonathan Wade von Carlisle Floyd, Salzburger Landestheater (europäische Erstaufführung)
- Les Paladins von Jean-Philippe Rameau, Rheinoper Düsseldorf-Duisburg (deutsche Erstaufführung)
- Alcina von Georg Friedrich Händel, Mecklenburgisches Staatstheater Schwerin, 2009
- Dido and Aeneas von Henry Purcell, Mainz
- Die Hochzeit des Figaro von Wolfgang Amadeus Mozart, Mainz
- Die Sache Makropulos von Leoš Janáček, 2008
- Idomeneo von Wolfgang Amadeus Mozart, Heidelberg (2008), Salzburger Landestheater (2016) und DJKT Pilsen (2019)[5]
- La Giuditta von Alessandro Scarlatti, Mainz 2007
- Der fliegende Holländer von Richard Wagner
- Das Spitzentuch der Königin von Johann Strauß
- Die lustige Witwe von Franz Lehár, Görlitz 2006
- Anatevka von Jerry Bock am Thüringer Landestheater Eisenach 2006 und Mittelsächsischen Theater Freiberg 2017
- Das Land des Lächelns von Franz Lehár, Dresden 2005
- Die Zauberflöte von Wolfgang Amadeus Mozart, Osnabrück und Tartu 2005, Opernfestival 2014 Tampa, Florida
- Der zerbrochne Krug von Fritz Geißler, 2004
- Orfeo ed Euridice von Christoph Willibald Gluck, Rostock
- Eugen Onegin von Peter Tschaikowski, Oper Chemnitz 2003
- Der Freischütz von Carl Maria von Weber
- L’armonia drammatica von Vinko Globokar (szenische Erstaufführung), 2002
- Pénélope von Gabriel Fauré (deutsche Erstaufführung), Chemnitz
- Aida von Giuseppe Verdi, Rostock
- Der Meister und Margarita, Kammeroper von Sergej Slonimski, EXPO 2000 in Hannover
- Titus von Wolfgang Amadeus Mozart, Ulm 2000
- Elektra / Tode der Dido von Christian Cannabich / Ignaz Holzbauer, Schwetzingen 1999
- Die menschliche Stimme von Francis Poulenc nach Jean Cocteau, Festival Kammeroper Schloss Rheinsberg 1999 und kombiniert mit Tanzsolo in Aachen 2001
- Macbeth von Giuseppe Verdi, Ulm 1998

## Auszeichnungen
- 1989: Kritikerpreis für Tanz
- 1993: Bundesverdienstkreuz
- 1997: Berufung in die Akademie der Künste Berlin
- 2007: Berufung in die Sächsische Akademie der Künste
- 2010: Berufung in die Mitgliederversammlung des Goethe-Instituts

## Publikationen
In einem 2010 erschienenen Sammelband des Rotbuch-Verlages veröffentlichte Siegert ein Essay über ihre Zusammenarbeit mit Ruth Berghaus. Eine detailreiche Monografie über ihre Arbeit erschien unter dem Titel Arila Siegert – Tänzerin Choreografin Regisseurin in der Archiv-Reihe der Akademie der Künste Berlin (ISBN 978-3-88331-167-8) mit vielen Dokumenten und Fotos, unter anderem von Jim Rakete. Das Archiv der Berliner Akademie verwahrt auch ihre Materialien.